# Сарабхай (лунный кратер)
Кратер Сарабхай (лат. Sarabhai) — маленький ударный кратер в центральной части Моря Ясности на видимой стороне Луны. Название присвоено в честь индийского астрофизика Викрама Сарабхаи (1919—1971) и утверждено Международным астрономическим союзом в 1973 г.

## Описание кратера
Ближайшими соседями кратера Сарабхай являются кратер Бантинг на западе-северо-западе; кратер Вери на востоке-северо-востоке; кратер Финш на юге-юго-востоке и кратер Бессель на юго-западе. На северо-западе от кратера расположена гряда Азара; на востоке — гряды Смирнова . Селенографические координаты центра кратера 24°45′ с. ш. 21°00′ в. д. / 24,75° с. ш. 21° в. д., диаметр 7,4 км, глубина 1730 м.
Кратер Сарабхай имеет циркулярную чашеобразную форму. Вал четко очерчен, внутренний склон гладкий, с высоким альбедо. Высота вала над окружающей местностью достигает 260 м, объем кратера составляет приблизительно 14 км³. По морфологическим признакам кратер относится к типу ALC (по названию типичного представителя этого класса — кратера Аль-Баттани C).
До получения собственного наименования в 1973 г. кратер имел обозначение Бессель A (в системе обозначений так называемых сателлитных кратеров, расположенных в окрестностях кратера, имеющего собственное наименование).

## Сателлитные кратеры
Отсутствуют.

## См.также
- Список кратеров на Луне
- Лунный кратер
- Морфологический каталог кратеров Луны
- Планетная номенклатура
- Селенография
- Минералогия Луны
- Геология Луны
- Поздняя тяжёлая бомбардировка